# 기미노우치니쓰쿠마데즛토하싯테유쿠
너의 집에 도착할 때까지 계속 달려가(일본어: 君の家に着くまでずっと走ってゆく 기미노우치니쓰쿠마데즛토하싯테유쿠[*])는 GARNET CROW의 메이저 데뷔 싱글이다. 2000년 3월 29일 GIZA studio에서 싱글 〈Mysterious Eyes〉와 동시발매되었다. 인디 앨범인 〈first kaleidscope ~너의 집에 도착할 때까지 계속 달려가~〉에 수록되어 있던 곡을 재편곡 해 수록하였다.

## 수록곡
1. 너의 집에 도착할 때까지 계속 달려가
2. in little time
3. 너의 집에 도착할 때까지 계속 달려가 〜instrumental〜

## 차트 성적
- 최고순위 40위 (오리콘)